# Salvador Puig Antich

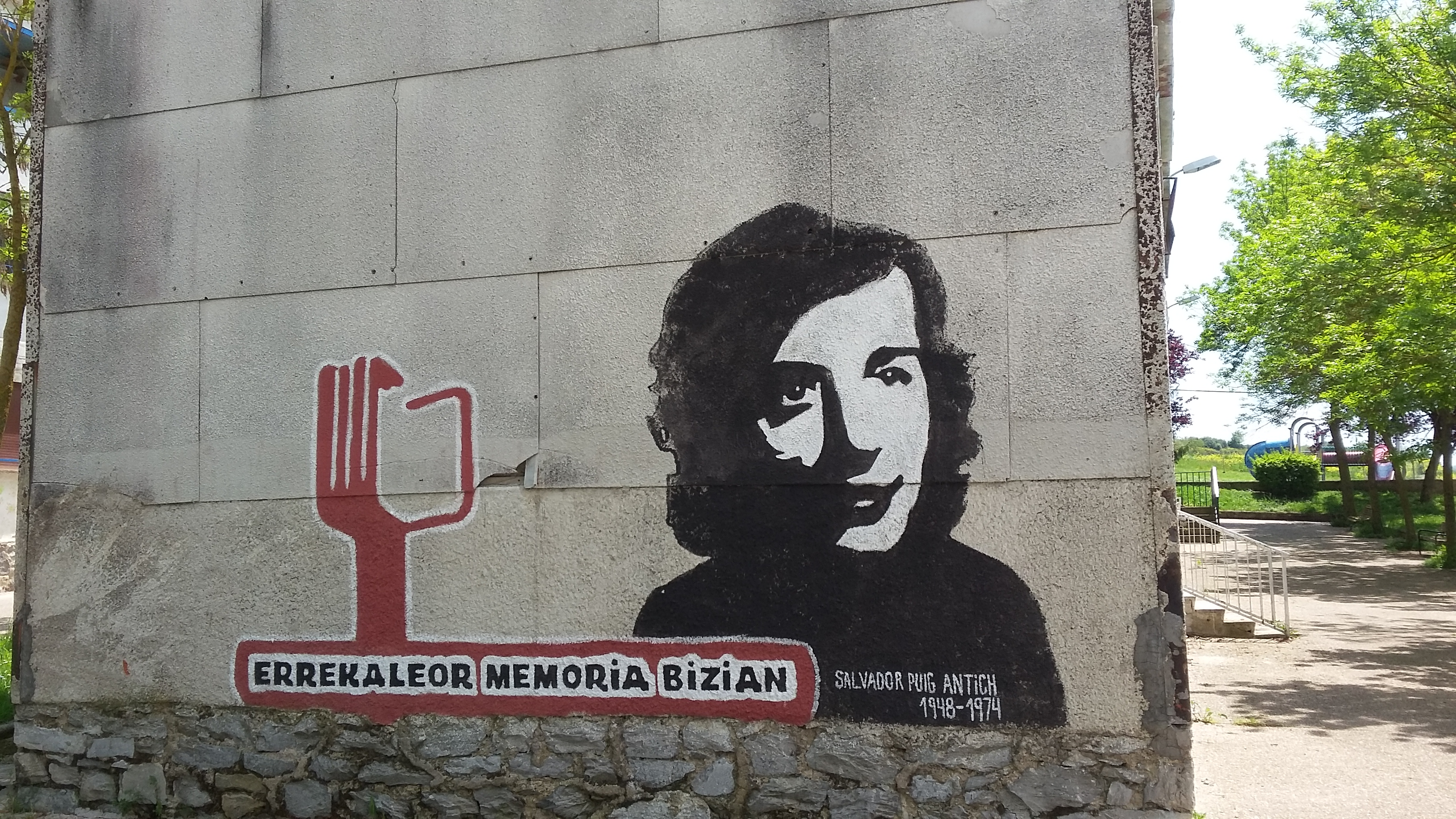
Murale dedicato a Salvador Puig Antich a Vitoria-Gasteiz

Salvador Puig i Antich (IPA: [səɫβəˈðo ˈpudʒ ənˈtik]) (Barcellona, 30 maggio 1948 – Barcellona, 2 marzo 1974) è stato un anarchico spagnolo,  soprannominato Metge, divenuto celebre per essere stato, unitamente al criminale comune Georg Michael Welzel (meglio noto come Heinz Ches), l'ultima persona giustiziata mediante il metodo della garrota prima della fine del regime del generale Francisco Franco e della soppressione della pena capitale in Spagna.

## Biografia
Puig Antich era il terzo di sei figli di una famiglia operaia catalana. Il padre Joaquim era stato militante di Acció Catalana durante la seconda repubblica spagnola: esiliato in Francia nel campo di rifugiati di Argelès-sur-Mer, al suo ritorno in Spagna era stato condannato a morte, ma poi graziato all'ultimo momento. Il giovane Salvador incominciò a studiare nel collegio cattolico di La Salle Bonanova, ma venne espulso per indisciplina. A partire dai suoi sedici anni condivise il lavoro in un ufficio con studi serali presso l'istituto Maragall: fu qui che fece amicizia con Javier Garriga e i fratelli Oriol e Ignacio Solé Sugranyes, componenti del Movimento Iberico di Liberazione (MIL).
Gli avvenimenti del Maggio francese del 1968 furono decisivi affinché Puig Antich decidesse di impegnarsi attivamente contro la dittatura franchista. Il suo primo impegno fu nelle Commissioni Operaie facenti parte delle Commissioni Studentesche dell'Istituto Maragall. Ideologicamente, ben presto maturarono in lui posizioni anarchiche che rifiutavano ogni tipo di verticismo gerarchico all'interno di qualsiasi organizzazione politica e sindacale nel quadro della lotta di classe.
In quel periodo incominciò gli studi universitari in scienze economiche e prestò servizio militare a Ibiza, dove fu destinato all'infermeria della caserma. Una volta laureato entrò nel MIL, facendo parte della sua colonna armata. Partecipò come autista nelle azioni del gruppo consistenti in rapine nelle banche, con lo scopo di finanziare la lotta armata e di aiutare scioperanti e operai detenuti. Puig Antich e i suoi compagni si muovevano facilmente nel mondo della lotta clandestina e viaggiavano spesso in Francia dove erano in contatto con i vecchi militanti cenetisti (sindacalisti anarchici).
Nell'agosto del 1973 si riunirono sempre in Francia per il congresso nel quale si decise l'autoscioglimento del MIL. Il mese seguente, dopo una rapina a un ufficio de La Caixa, il regime franchista diede luogo a una forte offensiva contro i militanti di quello che era stato il MIL. Dapprima caddero Oriol Solé Sugranyes e Jose Luis Pons Llobet, poi fu la volta di Santi Soler che, arrestato, interrogato e torturato, finì per confessare i luoghi degli incontri clandestini dei suoi compagni. Lo stesso Santi Soler fu utilizzato come trappola dalla polizia civile per arrestare Javier Garriga: peraltro, in quell'occasione, la presenza di Puig Antich non era prevista.
L'operazione fu minuziosamente preparata il 25 settembre 1973 a Barcellona. I due anarchici furono arrestati, ma sotto il porticato di calle Gerona si scatenò una sparatoria che ebbe come conseguenza il ferimento in modo grave di Puig Antich. Ad avere la peggio fu però il subispettore Francisco Anguas Barragán, 23 anni, della Brigada Político Social, che rimase ucciso. Puig Antich fu incarcerato con l'accusa di aver esploso i colpi che avevano causato la morte del poliziotto. Fu giudicato e condannato a morte dal Consiglio di Guerra, in un'atmosfera resa ancora più pesante dal contemporaneo attentato costato la vita al primo ministro Luis Carrero Blanco. In tutta Europa furono organizzate manifestazioni per chiedere la commutazione della pena: si distinse tra le altre la richiesta di grazia fatta da papa Paolo VI, prima con una lettera a Franco, poi, in un estremo tentativo, con una telefonata a cui sembra che il Caudillo si rifiutò di rispondere.
Puig Antich trascorse l'ultima notte nella cella 443 del Cárcel Modelo di Barcellona. Il giovane fu "garrotato" dal boia Antonio López Sierra nella sala spedizioni della prigione alle 9:40 del mattino del 2 marzo 1974, venendo poi sepolto nel cimitero di Montjuïc a Barcellona.

## Letteratura, cinema e musica
- Nel 2001 il giornalista catalano Francesc Escribano pubblicò il libro Cuenta atrás. La historia de Salvador Puig Antich (Conto alla rovescia. La storia di Salvador Puig Antich), nel quale si narrano i fatti che portarono alla sua esecuzione.
- Nel settembre 2006 dal libro è stato tratto un film diretto da Manuel Huerga, intitolato Salvador - 26 anni contro e interpretato nel ruolo di protagonista da Daniel Brühl. Tanto il libro che la pellicola hanno ricevuto forti critiche da parte di vecchi militanti del MIL, compagni di Salvador, in quanto, secondo loro, carenti di contenuti politici e colpevoli di avere onorato le figure del carceriere Jesús Irurre, del giudice militare e della polizia politica del regime franchista.
- La vicenda di Salvador Puig Antich ha inoltre ispirato due cantautori catalani che vi hanno dedicato due canzoni: Lluís Llach, autore di I si canto trist, e Joan Isaac, autore di A Margalida, dedicato a Margalida Bover Vadell, fidanzata di Puig Antich.